# Мята колосистая
Мя́та колоси́стая (лат. Méntha spicáta) — травянистое растение, типовой вид рода Мята (Mentha), семейства Яснотковые (Lamiaceae).

## Синонимы
Синонимы:
- Mentha aquatica var. crispa (L.) Benth.
- Mentha cordifolia Opiz ex Fresen.
- Mentha crispa L.
- Mentha spicata var. ciliata Druce
- Mentha spicata var. crispa (Benth.) Danert
- Mentha spicata var. viridis L.
- Mentha ×villosa var. cordifolia (Opiz ex Fresen.) Lebeau
- Mentha viridis (L.) L.

## Распространение и экология

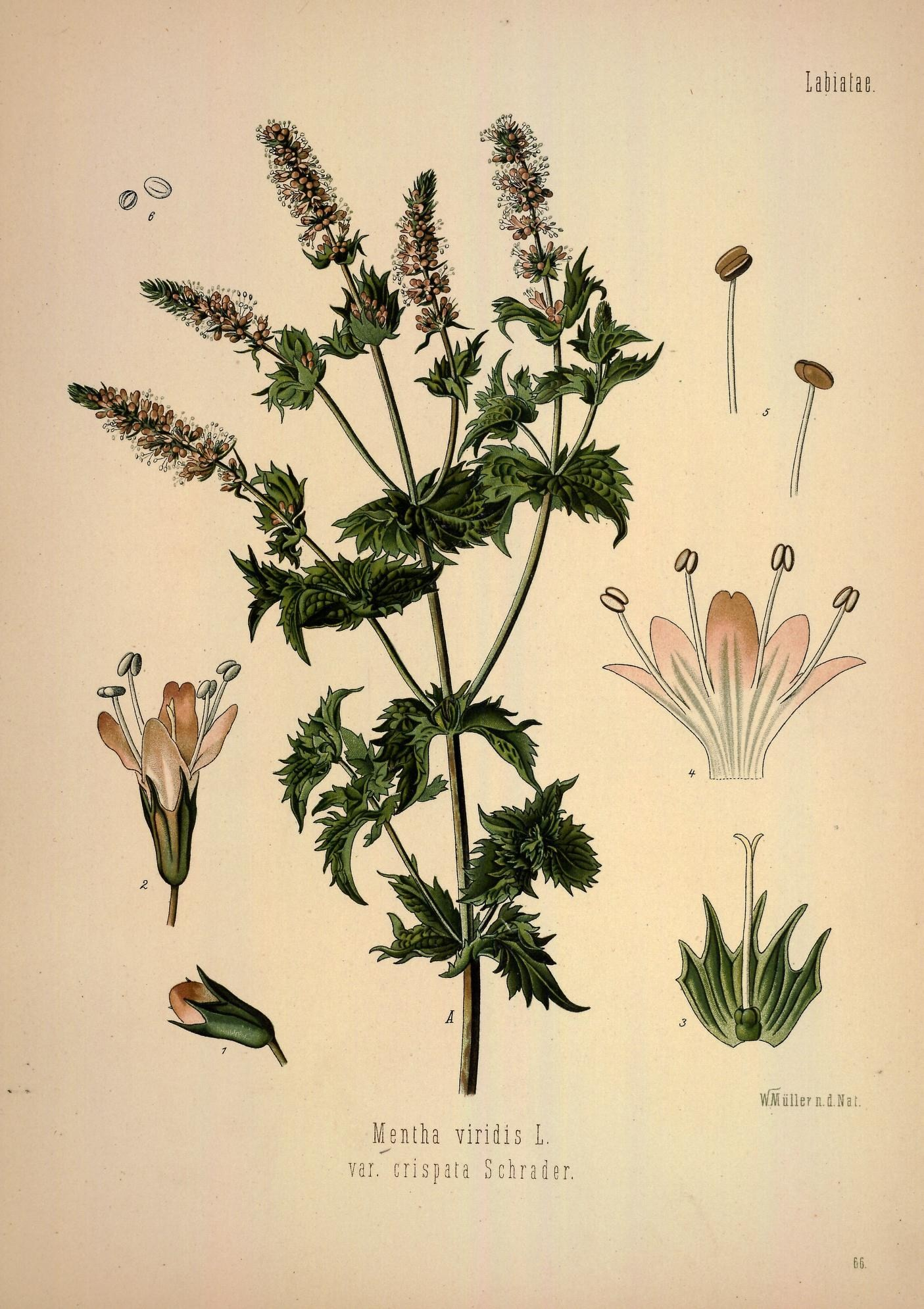
Мята колосистая.

В диком виде произрастает в Египте, Юго-Восточной Европе и Западной Азии. Натурализировалось во многих регионах с умеренным климатом.

## Ботаническое описание
Мята колосистая — многолетнее травянистое растение, достигает 30—100 см в высоту.
Листья — простые, удлинённо-яйцевидные или широкояйцевидные, морщинистые, курчавые, опушенные, зубчатые по краям.
Соцветия из скученных на верхушке стебля ложных мутовок. Цветки — белые или розоватые, мелкие.

## Химический состав
Основные компоненты:
Кетоны: карвон 81,5 %, цис-дигидрокарвон 2,0 %, ментон 1,3 %, изо-ментон 0,2 %, пиперитон 0,4 %.
Монотерпены: лимонен+1,8-цинеол+фелландрен 3,4 %.
Эфиры: изо-дигидрокарвеол ацетат 1,5 %, метил ацетат 0,3 %.
Монотерпенолы: дигидрокарвеол 2,8 %, транс-карвеол 0,8 %, ментол 0,8 %, борнеол 0,4 %, терпинен-4-ол 0,1 %.
Сесквитерпены: бета-бурбонен 0,8 %, бета-элемен 0,4 %, (Z)-кариофиллен 0,2 %, (E)-кариофиллен 1,7 %, альфа-гумулен 0,1 %.
Оксиды: кариофиллен оксид 0,1 %, лимонен-1,8-цинеол+фелландрен 3,4 %.
Масло не оставляет во рту ощущения холода, в отличие от эфирного масла мяты перечной.

## Значение и применение
Растение широко используется в кулинарии, употребляется как пряность. В каталонской кухне существует такое блюдо, как мятный суп. Из растения получают эфирное масло, используемое в парфюмерии, кондитерской и ликёро-водочной промышленности, медицине, при производстве мыла, табака.
Показана в пищевом рационе при метеоризме.
Путём гибридизации мяты колосистой (лат. Mentha spicata) и мяты водной (лат. Mentha aquatica) было получено культурное растение мята перечная (лат. Mentha piperíta).

## Классификация
В рамках вида выделяют два подвида:
- Mentha spicata subsp. condensata (Briq.) Greuter & Burdet
  - Mentha microphylla K.Koch
  - Mentha spicata subsp. tomentosa (Briq.) Harley
  - Mentha tomentosa d'Urv.
  - Mentha tomentosa subsp. condensata Briq.
  - Mentha tomentosa subsp. tomentosa Briq., nom. illeg.
- Mentha spicata subsp. spicata

|                                           |  |  |
| Слева направо. Общий вид. Листья. Цветки. |  |  |